# كاثرين فيليبس إدسون
كاثرين فيليبس إدسون (بالإنجليزية: Katherine Philips Edson)‏ هي ناشطة حق المرأة بالتصويت ‏ أمريكية، ولدت في 12 يناير 1870، وتوفيت في 5 نوفمبر 1933.

## وصلات خارجية
- كاثرين فيليبس إدسون على موقع الموسوعة البريطانية (الإنجليزية)